# Auditorio Cas di Cultura
Koordinaten: 12° 30′ 34,4″ N, 70° 1′ 37,3″ W

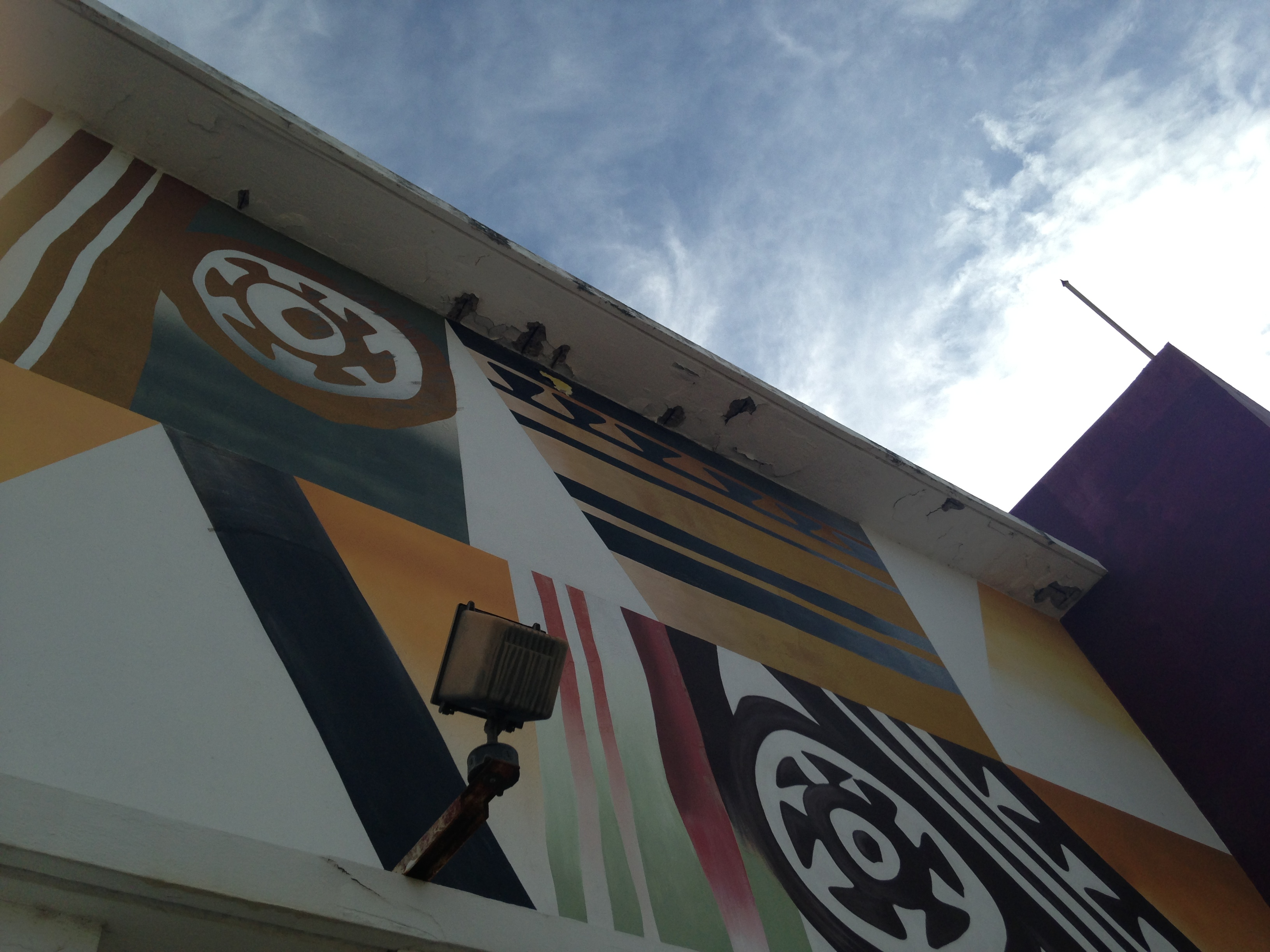
Fassade von Cas di Cultura

Das Auditorio Cas di Cultura (ehemalige Bezeichnung: Cultureel Centrum Aruba) ist zugleich das Nationaltheater, Konzertsaal und Ausstellungszentrum für Kunst auf der Insel Aruba.
Der Komplex befindet sich in der Hauptstadt Oranjestad am Parkplatz Plaza en Aruba im Hafengebiet, beim Denkmal von Betico Croes.

## Geschichte
1949 wurde die Stiftung Stichting Schouwburg Aruba (SSA) gegründet, die sich aus einer Gruppe von aktiven Kulturvereinen der Arubian Gemeinschaft zusammensetzt. Dazu gehören zum Beispiel die Filmliga Aruba, die Arubaanse Muziekschool, das Symphonieorchester Aruba, die  Volksuniversiteit Aruba, die  Amateurtoneelgroep (Theater Gruppe) und die Vereniging Pro Musica.
1955 begannen die Planungen. Das Design des Gebäudes war in den Händen der Architektengruppe F.F. Zingel, die auch das Centro Pro Arte und die Kirche Brievengat auf Curaçao gebaut hatten. Die Grundsteinlegung erfolgte im Jahre 1957. Finanziert wurde der Komplex durch die Regierung von Aruba,  dem Lago Oil & Transportunternehmen, der Royal Netherlands Steamship Company und der Sticusa (Stiftung für kulturelle Zusammenarbeit mit Surinam und den Niederländischen Antillen).
Am 15. November 1958 wurde das Bauwerk unter dem Namen  "Cultureel Centrum Aruba" (niederländisch)  eröffnet und später, nach dem Status Aparte  in Cas di Cultura (Aruba-Papiamento|papiamento) umbenannt.

## Betreiber
Betreiber der Kultureinrichtung ist der Cas di Cultura Patrons Fonds, der durch die Regierung, arubanische Unternehmen und Einzelpersonen finanziert wird. Seit 2006 ist als Schirmherr die Aruba Hotel and Tourism Association (AHATA) mit am Betrieb des Auditorio Cas di Cultura beteiligt.
Die maximale Kapazität beträgt 572 Sitzplätze, bei Nutzung des Orchestergrabens entfällt die erste Sitzreihe mit 10 Plätzen.

## Trivia
Im Jahr 2007, zum Gedenken an den 50. Jahrestag der Grundsteinlegung am 24. Juni 1957 wurde das Musical "Trevia, E garado di Djaka" ("Trevia bedeutet in papiamento Rattenfänger), das Musical basierend auf der Geschichte vom Rattenfänger von Hameln. Die Feierlichkeiten wurden im Jahr 2008, am Tag der damaligen Eröffnung fortgesetzt, mit einem Tag der offenen Tür und der Kunstausstellung "Spiritu di Tempo", die die 50 Jahre Kunst auf Aruba wieder gibt und endete mit dem fachübergreifenden Performance-Projekt "Mind Your Gap" am 15. November.